# Francisco Rocha
Pour les articles homonymes, voir Rocha (homonymie).
Francisco Rocha, de son nom complet Francisco Pedro de Conceição Rocha, est un footballeur portugais né le 15 avril 1927. Il évoluait au poste de défenseur.

## Biographie

### En club
Francisco Rocha joue durant toute sa carrière au CF Belenenses de 1948 à 1955,.
Il dispute un total de 97 matchs pour aucun but marqué en première division portugaise,. 

### En équipe nationale
International portugais, il reçoit une unique sélection en équipe du Portugal le 14 décembre 1952, il dispute un match amical contre l'Argentine (défaite 1-3 à Oeiras).